# C album
《C album》은 KinKi Kids의 3번째 앨범이다. 1999년 8월 4일 발매. 최고순위는 1위이다.

## 수록곡
1. It's All Right
작사: 上野浩司(우에노 코지)　자곡: 飯田建彦(이이다 타케히코)　편곡: 長岡成貢(나가오카 나리츠구)
2. ふらいんぐ・ぴーぷる'99
작사: 戸沢暢美(도자와 노부미)　작곡: 飯田建彦(이이다 타케히코)　편곡: CHOKKAKU
3. キミは泣いてツヨくなる
작사: 三井拓(미츠이 히로시)　작곡: 荒木真樹彦(아라키 마키히코)　편곡: 石塚知生(이즈시카 토모오)
4. 全部だきしめて
작사: 康珍化(강진화)　작곡: 吉田拓郎(요시다 타쿠로)　편곡: 武部聡志(다케베 사토시)
KinKi Kids의 4번째 싱글
5. あのときの空
작사・작곡・편곡: 知野芳彦(치노 요시히코)
6. Peaceful World
작사・작곡: 堂本光一(도모토 코이치)　편곡: 石塚知生(이시즈카 토모오)
도모토 코이치 솔로곡
7. やめないで,PURE
작사: 伊達歩(다테 아유미)　작곡: 筒美京平(츠츠미 쿄헤이)　편곡: WACKY KAKI
KinKi Kids의 6번째 싱글
도모토 쯔요시 주연 「君といた未来のために-I'll be back-(너와 있던 미래를 위해서 -I'll be back-)」(1999년) 주제가
8. Natural Thang
작사・작곡: 米倉利徳(요네쿠라 토시노리)　편곡: 木村賢一(기무라 켄이치)
9. フラワー
작사: HΛL 작곡: H∧L/音妃 편곡: 船山基紀(후네야마 모토키)
KinKi Kids의 7번째 싱글
10. BRAND NEW DAY
작사: 山本英美(야마모토 히데미)　작곡: 川上明彦(카와카미 아키히코)　편곡: 岩田雅之(이와타 마사유키)
11. さまざまな愛
작사・작곡: 堂本剛(도모토 쯔요시)　편곡: 知野芳彦(치노 요시히코)
도모토 쯔요시 솔로곡
12. Rocketman
작사: 相田毅(아이다 타케시)　작곡: 西川進(니시카와 스스무)　편곡: 松永寛樹(마츠나가 히로키)
13. 青の時代
작사・작곡: canna　편곡: 新川博(신카와 히로시)
KinKi Kids의 4번째 싱글
도모토 쯔요시 주연 「青の時代(청의시대)」(1998년) 주제가